# 八田秋
八田 秋（はった おさむ、1904年 - 1986年）は、日本の外科学者。九州大学名誉教授。専門は温泉治療学。

## 経歴
福岡県に生まれる。福岡県立中学修猷館を経て、1928年、九州帝国大学医学部卒業。
卒業後、後藤七郎教授の九州帝国大学第二外科に入局。1937年9月、大邱医学専門学校（慶北大学校医科大学の前身）の講師となり、1939年12月、九州帝国大学温泉治療学研究所外科助教授に転じる。
1940年3月、フンボルト財団給費留学生としてドイツに留学。ベルリン近郊に滞在していたが、第二次世界大戦におけるソ連軍によるベルリン陥落後、1945年6月、シベリア経由で送還された。
1945年12月、九州大学温泉治療学研究所外科教授に就任。1950年4月から1958年4月、および1960年5月から1968年3月にかけて、同研究所所長を務める。1965年6月から1966年4月にかけて、九州大学医学部附属病院院長も務めている。
その間、1957年から、大分県別府市において広島原子爆弾被爆者への湯治研究を実施したが、湯治後に放射線障害の各種検査の結果がすべて改善するという結果となった。この結果を受け、原子爆弾被爆者のための温泉療養施設建設の機運が盛り上がり、1960年2月、別府市に原子爆弾被爆者別府温泉利用研究所（後に「原子爆弾被爆者別府温泉療養研究所」と改称）が開設された。
1968年3月、定年退官。その後、原子爆弾被爆者別府温泉療養研究所所長に就任している。

## 著書
- 『温泉はどうして効くか』 金原出版、1966年